# Isochilus pitalensis
Isochilus pitalensis är en orkidéart som beskrevs av Fritz Hamer och Leslie Andrew Garay. Isochilus pitalensis ingår i släktet Isochilus och familjen orkidéer.
Artens utbredningsområde är El Salvador. Inga underarter finns listade i Catalogue of Life.